# ケリー・カトーナ

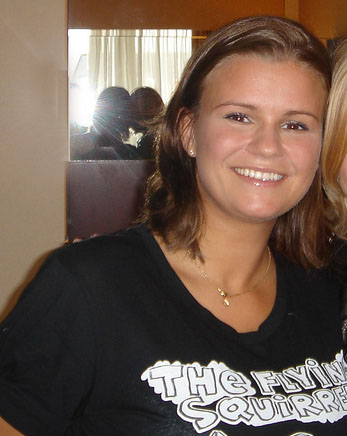
ケリー・カトーナ

ケリー・カトーナ（Kerry Jayne Elizabeth Katona, 1980年9月6日 - ）は、イングランド・ウォリントン出身のテレビ司会者、作家、コラムニストである。イギリスの女性アイドルグループ、アトミック・キトゥンの元メンバー。チェシャー生まれ。

## 来歴
ケリーは母親一人に育てられ、小さい頃の思い出はその母親が自殺を試みたことだった。またケリー自身も幼いころはデイケアセンターにあずけられた。また、転校も7回経験した。16歳の時に学校をやめ、ダンサーになるためにヨーロッパ中を回っていたダンスグループに所属する。また、アトミック・キトゥンのメンバーとなり名声をあげる。しかし、2001年に妊娠し、アトミック・キトゥンから脱退。ケリーが脱退した後のアトミック・キトゥンはUKでは多数のヒット曲をリリースし、またケリーがメンバーだった頃アジアでは絶大な人気を誇った。後にケリーは「リードヴォーカルを全く歌わせてくれなかった」とアトミック・キトゥン時代のことを告白した。2001年にはタブロイド紙よりヌード写真が暴露された。

## 脱退後
2002年1月5日、ウエストライフの元メンバー、ブライアン・マックファーデンと結婚し、ケリー・マックファーデンとなる。2001年8月に第一子を授かり、2003年にはもう1人生まれた。結婚後、ケリーはイギリスの多数のバラエティ番組に出演するようになり、2004年2月にはリアリティ番組、"I'm a Celebrity... Get Me Out of Here!"の勝者となる。 
2004年9月に離婚し、名前を旧姓のカトーナに戻す。ブライアンは後に、ケリーとの関係を歌った"Be True To Your Woman"という曲を自身のソロアルバム『アイリッシュ・サン』に収録した。ケリーは離婚後、ドラッグの乱用を始め、リハビリに通うことになる。
2006年6月、ケリーとブライアンは親権を争いはじめる。

## 現在
2007年2月14日にスコットランドでタクシー運転手マーク・クロフトと結婚。このときもうすでに妊娠8ヶ月であった。結婚の1週間後、予定より6週間はやく帝王切開で2月20日に第三子を授かった。2008年5月には第四子を出産予定であったが、5週間予定より早く、4月11日に男の子を出産。2010年に離婚。
イギリスの生放送で舌が回らなくまともに話せる状態でないにもかかわらず出演したり、カトーナは薬物の乱用、飲酒問題をたびたび指摘されていた。クロフトとの離婚後、同棲中はずっと薬物の乱用をしていたことを認めた。

## 強盗事件
2007年7月15日、自宅に3人の強盗が押し入り、家族全員が人質となる。強盗は誰にも知られないように携帯電話を取り上げ、刃物をケリーの喉に突きつけた。強盗はケリー宅にあった多数の高級なもの（青のBMWなど）を盗んでいった。幸いにも家族に怪我はなかった（4日後、警察は自宅から16キロ先に無傷で放置されていた車を見つけた）。この事件の後、ケリーは双極性障害になり、通院を始めた。
現在もブライアン・マックファーデンとの親権争いは続いており、ブライアンは過去のケリーのドラッグの乱用、そして人質事件後の精神状態を取り上げている。

## 自叙伝
エミリー・ハーバートが2005年9月にケリーについて書かれた"Kerry: Story of a Survivor"を発表。2006年10月5日にはケリー自身が自叙伝"Too Much, Too Young"を発表した。2007年10月には小説"Tough Love"を発売。

## ディスコグラフィ
| 日付          | タイトル           | UKチャート |
| ------------- | ------------------ | ---------- |
| アルバム      |                    |            |
| 2000年3月16日 | Right Now          | 1          |
| シングル      |                    |            |
| 1999年        | "Right Now"        | 10         |
| 2000年        | "See Ya"           | 6          |
| 2000年        | "Cradle"           |            |
| 2000年        | "I Want Your Love" | 10         |
| 2000年        | "Follow Me"        | 20         |
| 2001年        | "Whole Again"      | 1          |